# Auwe jezik
Auwe jezik (simog; ISO 639-3: smf), jedan od osam papuanskih jezika skupine waris, porodica border, kojim govori 410 ljudi (2003 SIL) u dva sela, Simog i Watape u Papui Novoj Gvineji, u provinciji Sandaun, distrikt Amanab.

## Vanjske poveznice
- Ethnologue (14th)
- Ethnologue (15th)